# Патера Амфитриты
Патера Амфитриты (лат. и англ. Amphitrites Patera) — потухший щитовидный вулкан на Марсе, расположенный на южном крае ударного бассейна равнины Эллада. Координаты центра — 58°42′ ю. ш. 60°54′ в. д. / 58,7° ю. ш. 60,9° в. д. Был обнаружен на снимках орбитальных аппаратов «Викинг».

## Геология
Это щитовидный вулкан, ширина которого составляет примерно 700 км, а высота — свыше 1,7 км. Центральная кальдера имеет диаметр 135 км. Наклон склонов вулкана составляет всего лишь 1°. Радиальные хребты патеры Амфитриты распространились в северном направлении, на расстояние около 400 км от равнины Эллада. Ударные кратеры, покрывающие вулканический марсианский рельеф, показывают, что вулкан не был активным уже очень долгое время. По некоторым оценкам, он образовался в нойской эре (3,7 млрд лет назад), и прекратил свою вулканическую активность в гесперийской эре.